# 군힐드 코눙가모디르

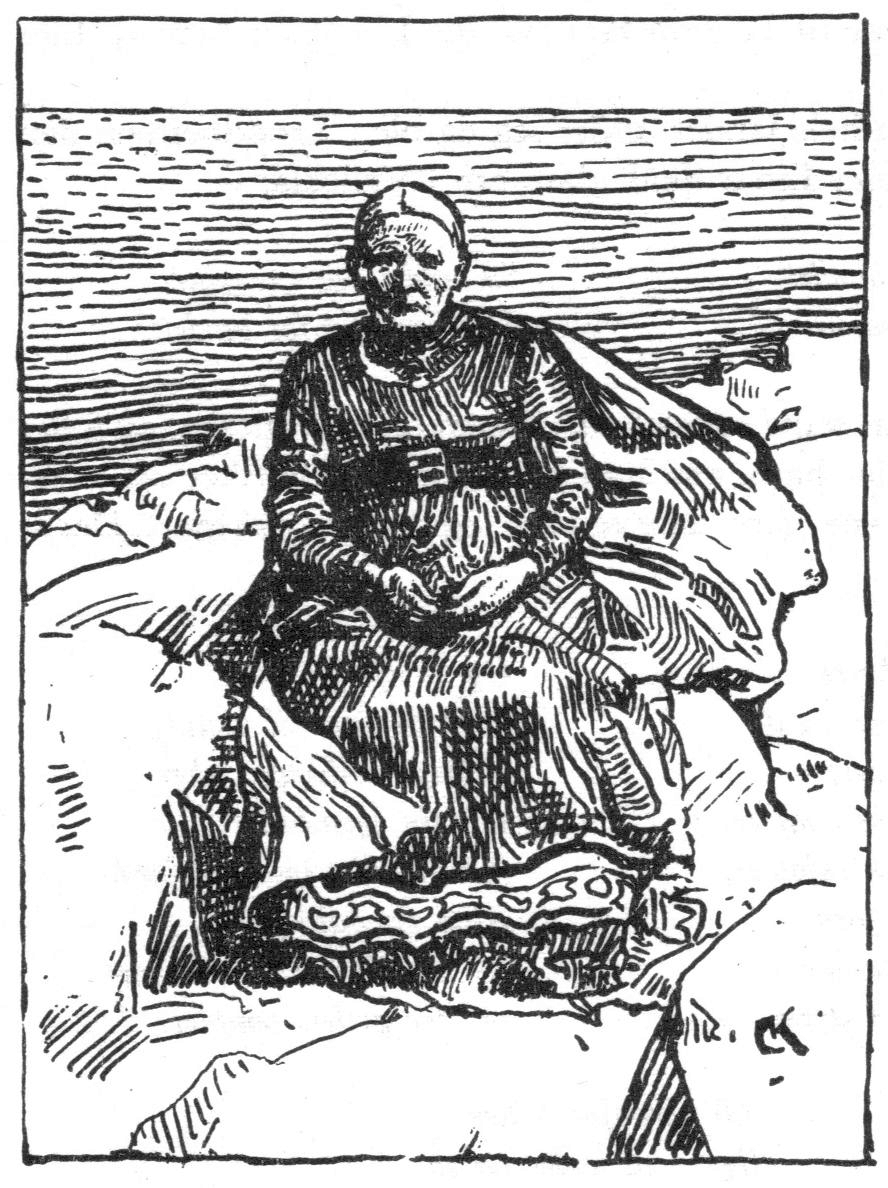

군힐드 코눙가모디르(고대 노르드어: Gunnhild konungamóðir→왕들의 어미 군힐드, 910년경 ~ 980년경) 또는 군힐드 고름스도티르(고대 노르드어: Gunnhild Gormsdóttir→고름의 딸 군힐드)는 여러 노르드어 사가들에 등장하는 인물로, 에이리크 블로됙스의 아내라고 한다. 그녀의 삶에 관한 여러 세부 내용들은 그 진실성이 불확실하며, 그녀의 가계 역시 그러하다. 여러 사가들에서 그녀는 역사적 인물처럼 서술되어 있지만, 그 본인의 실존 여부조차 논쟁의 대상이다. 군힐드가 등장하는 주요 사가로는 《신선한 양피지》, 《에길의 사가》, 《냘의 사가》, 《헤임스크링글라》 등이 있다.
사가들의 내용에 따르면, 군힐드가 살았던 시대는 노르웨이 역사의 격변기였다. 군힐드의 시아버지 하랄 1세가 노르웨이를 최초로 통일했으나, 미발왕이 죽은 직후 군힐드의 남편 에이리크는 쿠데타로 폐위당했고 군힐드는 대부분의 여생을 오크니, 요르비크, 덴마크에서 보내야 했다. 그녀와 에이리크 사이에 태어난 많은 자식들은 10세기 후반에 노르웨이의 공동 지배자가 되었다.
사가들에서 묘사되는 군힐드의 모습은 부정적이다. 그녀는 권력과 잔인성으로 유명했으며, 아름다움과 관대함으로 추앙받는 한편, 마술적 능력과 교활함 및 성적 탐욕으로 공포의 대상이 되었다. 군힐드의 삶에 관한 내용은 대부분 아이슬란드 사가들에 기록되어 있는데, 이 사가들은 노르웨이 미발왕의 폭정을 피해 아이슬란드로 도피한 아이슬란드 정착민들의 이야기이다. 《식민의 서》를 비롯한 아이슬란드 사가들은 그 역사적 진실성이 의심될 뿐더러, 아이슬란드인들은 자신들의 조상이 하랄 왕에 의해 쫓겨났거나 그를 피해 도망쳤다고 생각했기에 하랄의 아들과 며느리인 에이리크와 군힐드에 대해서도 그 내용이 전체적으로 적대적이다. 때문에 그윈 존스 등의 학자들은 사가들에 실린 군힐드에 관한 이야기들 중 일부를 의심스럽게 접근하고 있다.